# Gazzirola
Il Gazzirola (2.116 m s.l.m. - detto anche, soprattutto in Italia, la Garzirola) è una montagna delle Prealpi Comasche nelle Prealpi Luganesi.

## Descrizione
Il Gazzirola è una montagna imponente dalla cui vetta si snodano tre crinali, che determinano anche i confini comunali di Lugano (Svizzera, a sud-ovest), Ponte Capriasca (Svizzera, a nord) e Cavargna (Italia, a est). Dal versante sud-occidentale della montagna nasce il fiume Cassarate che forma la Val Colla; il pendio nord scende ripido verso la Corte Lagoni, da cui si origina il ramo meridionale del fiume Vedeggio; il fianco orientale costituisce alcune laterali della Val Cavargna. Salendo sulla montagna da Bogno o da Certara si possono incontrare sul sentiero tre rifugi: la Capanna San Lucio (Svizzera, 1.540 m s.l.m.), il Rifugio San Lucio (Italia, 1.554 m s.l.m.) e il Rifugio Garzirola (Italia, 1.974 m s.l.m.).
Sul Gazzirola nasce il fiume Cassarate che attraversa la città di Lugano per poi sfociare nel lago Ceresio.